# Ralph Shove
Ralph Samuel Shove (Ospringe, 31 de mayo de 1899-North Kesteven, 2 de febrero de 1966) fue un deportista británico que compitió en remo. Participó en los Juegos Olímpicos de Amberes 1920, obteniendo una medalla de plata en la prueba de ocho con timonel.

## Palmarés internacional
| Juegos Olímpicos | Juegos Olímpicos  | Juegos Olímpicos | Juegos Olímpicos |
| Año              | Lugar             | Medalla          | Prueba           |
| ---------------- | ----------------- | ---------------- | ---------------- |
| 1920             | Amberes (Bélgica) | Medalla de plata | Ocho con timonel |